# Rabenshof

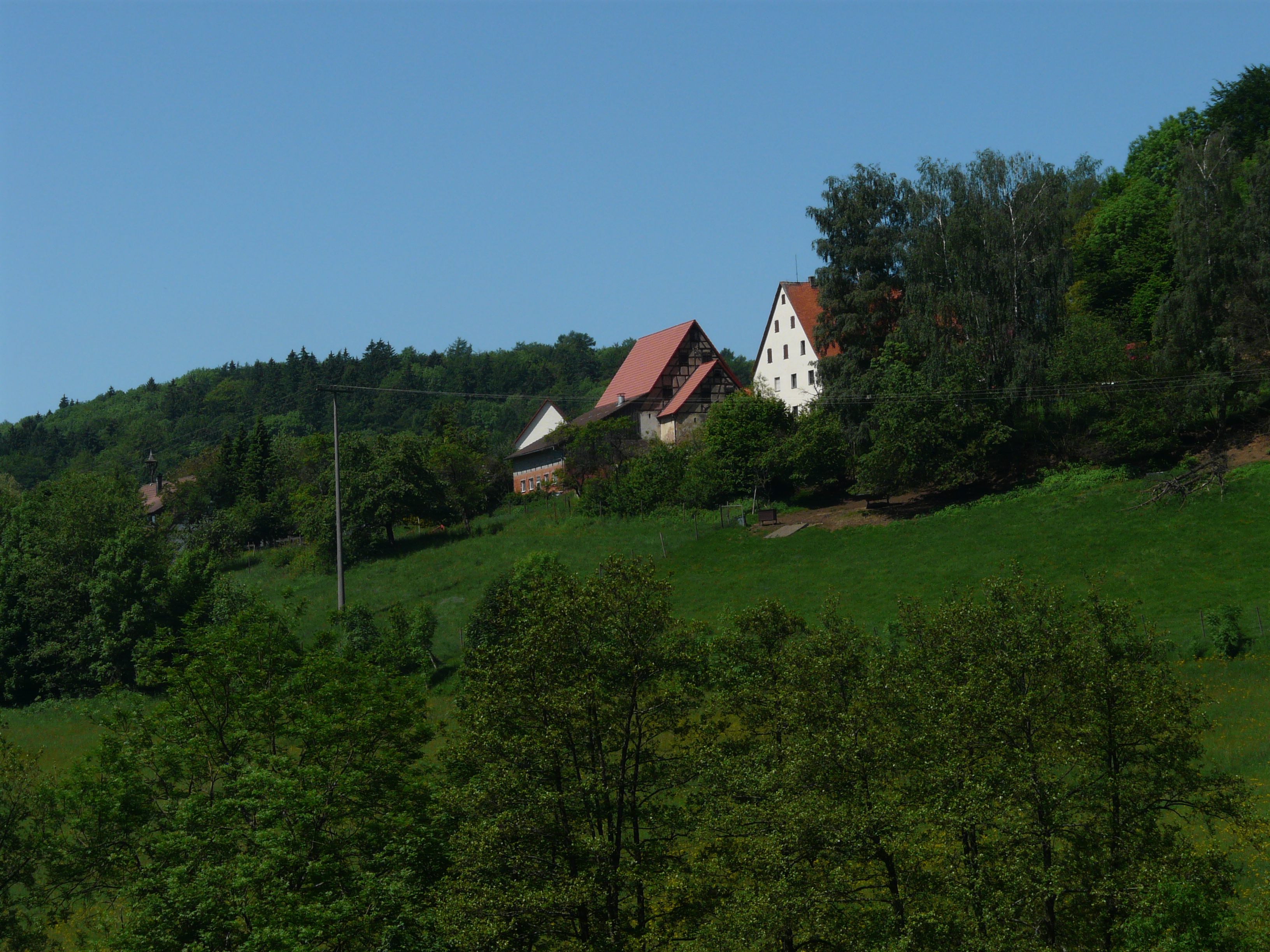
Rabenshof von Osten her gesehen

Rabenshof ist ein Gemeindeteil des Marktes Schnaittach im Landkreis Nürnberger Land (Mittelfranken, Bayern). Die Gemarkung Rabenshof hat eine Fläche von 1,975 km². Sie ist in 354 Flurstücke aufgeteilt, die eine durchschnittliche Flurstücksfläche von 5579,52 m² haben. In ihr liegen neben dem namensgebenden Ort die Gemeindeteile Enzenreuth, Hinterhof und Kaltenherberg.

## Geografie
Das Dorf liegt im Talkessel des Siegersdorfer Bachs (im Unterlauf Kersbach genannt), eines linken Zuflusses der Schnaittach. Im Westen befindet sich die Festungsruine Rothenberg auf dem gleichnamigen Berg (555 m ü. NHN), einer Erhebung der Hersbrucker Alb. Die Kreisstraße LAU 9 führt nach Schnaittach zur Staatsstraße 2236 (2,3 km westlich) bzw. nach Kersbach (2,3 km südwestlich). Eine Gemeindeverbindungsstraße führt nach Hinterhof (0,7 km nordöstlich).

## Geschichte
Die frühere Bezeichnung des Ortes lautete Vorderrabenshof.
Mit dem Gemeindeedikt wurde Rabenshof im Jahr 1808 der Steuerdistrikt Hedersdorf und der Ruralgemeinde Hedersdorf zugewiesen. Mit dem Zweiten Gemeindeedikt (1818) entstand die Ruralgemeinde Rabenshof, zu der Au, Enzenreuth, Finstergarten, Hinterhof, Kaltenherberg und Poppenhof gehörten. Sie unterstand in Verwaltung und Gerichtsbarkeit dem Landgericht Lauf. Da diese Orte zum Teil recht weit verstreut lagen, waren die administrativen Angelegenheiten der Gemeinde nur mit relativ großem Aufwand aufrechtzuerhalten. Zu Beginn des Jahres 1930 wurde deshalb vom Gemeinderat der Beschluss zur Auflösung der Gemeinde Rabenshof gefällt, der am 1. Juli 1931 vollzogen wurde: Enzenreuth, Hinterhof, Kaltenherberg und Rabenshof kamen zur Gemeinde Siegersdorf, Au zur Gemeinde Simmelsdorf und Poppenhof wieder zur Gemeinde Hedersdorf. Finstergarten bestand zu diesem Zeitpunkt bereits nicht mehr. Im Zuge der Gebietsreform in Bayern wurde Rabenshof am 1. Juli 1971 nach Schnaittach eingemeindet.

## Baudenkmäler
In Rabenshof befinden sich mit einem im 18. Jahrhundert errichteten ehemaligen Wohnstallhaus und einer aus dem 19. Jahrhundert stammenden Scheune zwei Baudenkmäler.